# Cylindromitrinae
Cylindromitrinae is een onderfamilie van weekdieren uit de klasse van de Gastropoda (slakken).

## Geslachten
- Cylindra Schumacher, 1817
- Cylindromitra Fischer, 1884